# Orange Goblin
Orange Goblin – zespół założony w 1995, początkowo działający pod nazwą Our Haunted Kingdom.
Pierwsze trzy albumy zespołu to stoner/doom metal, album Thieving From the House of God powstał w stylu inspirowanym punk rockiem, jest bardziej bezpośredni i bezkompromisowy. W środowisku doommetalowego podziemia Wielkiej Brytanii zespół posiada prawie kultowy status, jest wymieniany obok takich legend jak Electric Wizard i Iron Monkey.
Pierwsze pięć wydawnictw Orange Goblin powstało pod protekcją England’s Rise Above Records, od 2005 roku zespół nie miał podpisanego kontraktu z żadną wytwórnią.
16 grudnia 2005 zespół świętował dziesiątą rocznicę w klubie Underworld w Camden (Anglia).
W 2004 zespół opuścił gitarzysta rytmiczny – Pete O’Malley.
Nowy album Orange Goblin Healing Through Fire został wydany w maju 2007 dla Sanctuary Records. Tematyka tekstów łączy się z wielką zarazą i pożarem Londynu. Ben Ward twierdzi jednak, że nie jest to concept album. Muzycznie płyta ma być kontynuacją i rozwinięciem rozwiązań z Thieving From the House of God. Zespół nagrał materiał w londyńskim studio Fortress.

## Muzycy

### Aktualny skład

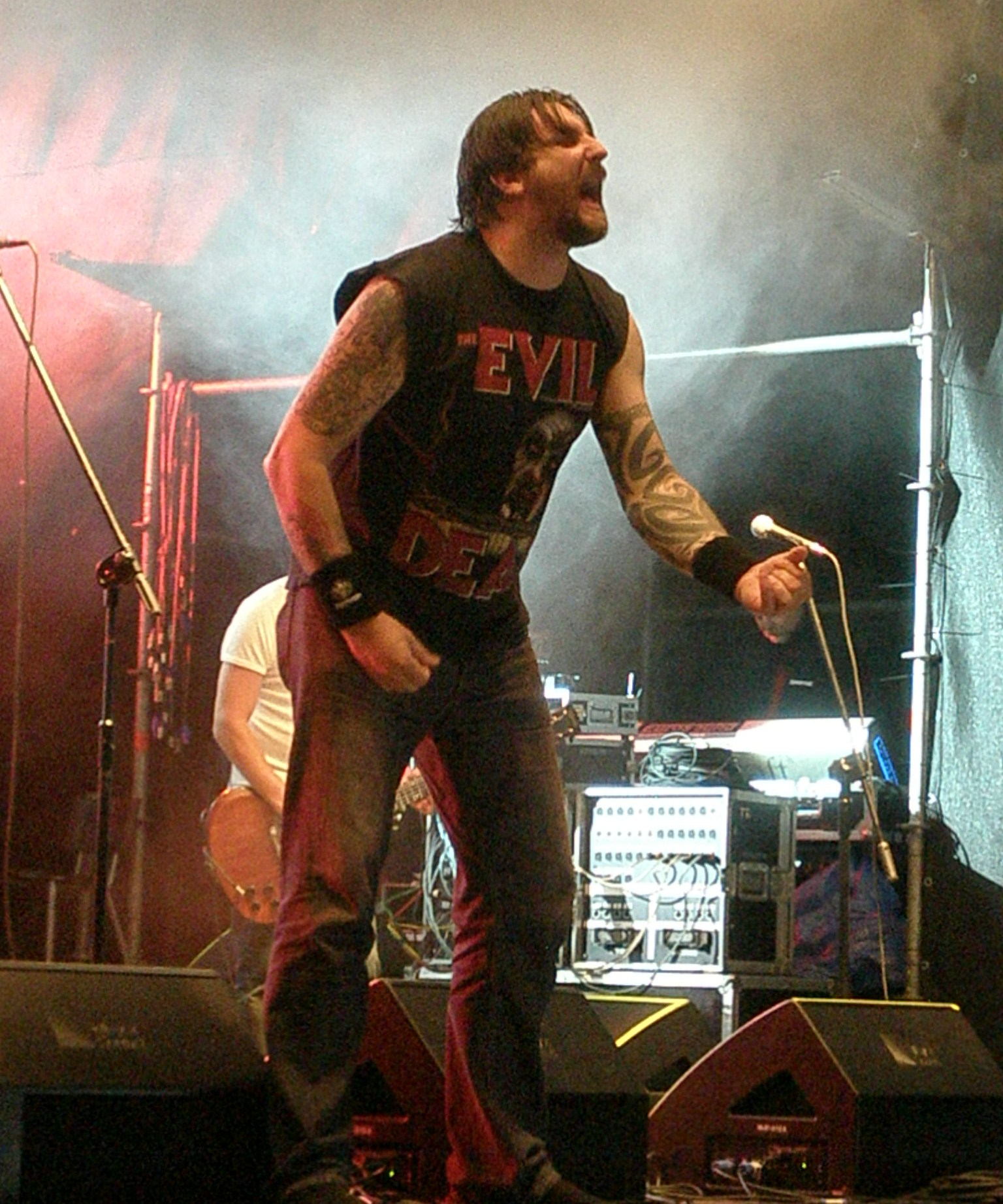
Ben Ward podczas występu w Gdyni na festiwalu Globaltica

- Ben Ward – wokalista i autor tekstów

Urodzony 2 grudnia 1974 w Margate w Kent.
Jego piosenki nawiązują do tekstów takich zespołów jak Black Sabbath czy Misfits. Są to enigmatyczne pseudofilozoficzne wywody kojarzące się z używkami, lub dość wulgarne historie z dreszczykiem. Śpiewane przez niego piosenki mają nieskomplikowaną linię melodyczną, są jednak bardzo żywe i rytmiczne. Jego sposób artykulacji graniczy niekiedy z krzykiem, zdarzają się jednak piosenki, są to głównie ballady, w których tekst jest melorecytowany.
Inspirują go między innymi Black Sabbath, AC/DC, Slayer, Metallica, Motörhead, Misfits, Ramones i Iron Maiden.
- Joe Hoare – gitarzysta prowadzący urodzony 16 sierpnia 1975 roku w Londynie.

Styl jego gry nawiązuje do końca lat 60. i początku 70. Bardzo często stosuje efekty cry baby i pogłos, rzadziej flanger. Charakterystyczne brzmienie gitary uzyskuje poprzez połączenie gitary Gibson ze wzmacniaczem Marshalla. Jego inspiracje to Led Zeppelin, Black Sabbath, Jimi Hendrix i Kiss.
- Martyn Millard – gitarzysta basowy, urodzony 18 lutego 1975 w Reading

Jego styl, bardzo charakterystyczny dla stoner rocka, podkreśla riffy gitarzystów. Jego inspiracjami są: Black Sabbath, Slayer, Pink Floyd, Metallica, Anathema.
- Chris Turner – właściwie Christopher Ian Turner perkusista urodzony 24 listopada 1969 w Wolverhampton

Jego styl gry jest niezwykle charakterystyczny. Chris nie ogranicza się wyłącznie do wystukiwania rytmu, ale wszędzie tam, gdzie jest to możliwe wprowadza przejścia i komplikacje. Jego perkusja ma niższe, niż zazwyczaj, brzmienie, co razem z jego stylem sprawia, że jest on rozpoznawalny.
Jego inspiracje to: Slayer, Black Flag, Black Sabbath, Led Zeppelin.

### Byli członkowie
- Pete O’Malley – gitara
- Duncan Gibbs – instrumenty klawiszowe

## Dyskografia

### Albumy
- Frequencies From Planet Ten (1997)
- Time Travelling Blues (1998)
- The Big Black (2000)
- Coup De Grace (2002)
- Thieving From the House of God (2004)
- Healing Through Fire (2007)
- A Eulogy For The Damned (2012)
- Back From The Abyss (2014)
- The Wolf Bites Back (2018)

### Single
- Nuclear Guru Single (1997)
- Some You Win, Some You Lose (7 calowe wydawnictwo z dodatkowym utworem) (2004)

### Inne wydawnictwa
- The Time EP (1998)
- Box Set (2011)
- A Eulogy for the Fans: Orange Goblin Live 2012 (2013)

### Splity
- Electric Wizard/Our Haunted Kingdom (1996)
- Electric Wizard/Orange Goblin (1997)
- Orange Goblin/Alabama Thunderpussy (2000)